# Brennan Williams
Brennan Marcel Williams (North Easton, 5 febbraio 1991) è un wrestler, ex giocatore di football americano ed ex commentatore statunitense, sotto contratto con la Game Changer Wrestling.

## Carriera nel football
Al college Brennan Williams giocò per l'University of North Carolina di Chapel Hill nel ruolo di offensive tackle. Fu scelto nel corso del terzo giro del Draft 2013 dagli Houston Texans. Nel 2015 fece parte anche delle formazioni dei Jacksonville Jaguars e dei New England Patriots, senza però mai scendere in campo.

## Carriera nel wrestling

### Reality of Wrestling (2015–2016)
Dopo essere stato licenziato dai Patriots, Williams è tornato a Houston per essere allenato da Booker T e diventare un wrestler.

### WWE (2016–2023)

#### Performance Center (2016–2019)
L'11 aprile 2016 Williams venne mandato al Performance Center per allenarsi.

#### Commentatore (2019–2020)
Nel giugno del 2019 Williams, sotto il ringname Dio Maddin, divenne uno dei commentatori di 205 Live in sostituzione di Nigel McGuinness prima e Raw dopo. Il suo ruolo come commentatore terminò nella puntata di Raw del 4 novembre del 2019 quando venne attaccato da Brock Lesnar, il quale lo colpì con una F-5 sul tavolo del commentatori.

#### Retribution (2020–2021)
Nella puntata di Raw del 3 agosto, le luci nel Performance Center iniziarono a lampeggiare e un gruppo mascherato appiccò il fuoco ad un generatore. Nella puntata di SmackDown del 7 agosto tali individui misteriosi attaccarono gli annunciatori e poi andarono tra il pubblico per attaccare anche loro, usando poi una motosega per tagliare le corde del ring. Nella puntata di Raw del 10 agosto il gruppo, noto come Retribution, attaccò nuovamente il Performance Center rompendo un finestrino con un blocco di calcestruzzo e rovesciando un'auto. Il 20 settembre venne rivelato che Williams, ora noto come MACE, venne riconosciuto come uno dei membri di tale stable. Nella puntata di Raw del 21 settembre MACE, SLAPJACK e T-BAR vennero sconfitti dall'Hurt Business (Bobby Lashley, MVP e Shelton Benjamin) per squalifica.
Il 21 marzo, nel kick off di Fastlane, la Retribution si sciolse dopo che RECKONING e SLAPJACK lasciarono il ring, mentre MACE e T-BAR attaccarono Mustafa Ali (leader del gruppo), dopo che questi aveva rimproverato nuovamente i suoi sottoposti, frustrato per aver perso nuovamente contro Riddle per lo United States Championship poco prima. In seguito, nonostante lo scioglimento della Retribution, T-BAR e MACE rimasero comunque uniti in tag team, smascherandosi successivamente. Nella puntata di SmackDown del 9 aprile MACE partecipò all'André the Giant Memorial Battle Royal ma venne eliminato da Mustafa Ali. Il 7 giugno, a Raw, MACE e T-BAR presero parte ad una battle royal per determinare gli sfidanti al Raw Tag Team Championship ma vennero eliminati dallo sforzo combinato degli altri partecipanti. 
Il 1º ottobre, per effetto del Draft, passò al roster di SmackDown mentre T-BAR passò a quello di Raw, segnando la fine della loro alleanza. Il 26 novembre a SmackDown MACE prese parte una battle royal per determinare lo sfidante allo Universal Championship ma venne eliminato.

#### Maximum Male Models (2022–2023)
Nella puntata di SmackDown del 1º luglio apparve, con il nuovo ring name ma.çé, insieme a mån.sôör̃ come membro della Maximum Male Models, un'agenzia di fotomodelli (kayfabe), una nuova stable capitanata da Max Dupri. Il debutto di ma.çé e mån.sôör̃ sul ring avvenne nella puntata di SmackDown del 2 settembre quando vennero sconfitti dagli Hit Row (Ashante "Thee" Adonis e Top Dolla). Dopo una serie di vignette andate in onda su YouTube, i Maximum Male Models tornarono in azione nella puntata di SmackDown del 20 gennaio dove vennero sconfitti dal Legado del Fantasma (Cruz Del Toro e Joaquin Wilde) nel primo turno del torneo per determinare i contendenti nº1 allo SmackDown Tag Team Championship degli Usos. Il 6 febbraio venne annunciato che i Maximum Male Models (con la manager Maxxine Dupri) sarebbero passati a Raw, apparendo quella stessa sera nel backstage osservando Otis. Nella puntata di SmackDown del 31 marzo partecipò all'annuale André the Giant Memorial Battle Royal ma venne eliminato. Nella puntata di Raw del 15 maggio partecipò ad una battle royal per determinare il nuovo sfidante di Gunther per l'Intercontinental Championship ma venne eliminato dall'Alpha Academy.
Il 21 settembre venne licenziato dalla WWE, insieme a molti altri colleghi.

## Personaggio

### Mosse finali
- Cruel Angel's Thesis (Fireman's carry swing seguito da un Emerald Flowsion)
- Nico-Nico Knee (Running high knee su un avversario all'angolo)
- Rolling Spear
- Sitout powerbomb
- Spinning powerbomb

### Soprannomi
- "The Hight of Fashion"
- "The Shogun of ROW"
- "The Sultan of Sit"

## Titoli e riconoscimenti
- Pro Wrestling Illustrated
  - 211º tra i 500 migliori wrestler singoli nella PWI 500 (2021)

- WrestleCrap
  - Gooker Award (2020) - come membro della Retribution[8]

- Wrestling Observer Newsletter
  - Worst Gimmick (2022) - come membro dei Maximum Male Models